# Новоселівка (Верхньодніпровська міська громада)
Новосе́лівка — село в Україні, у Кам'янському районі Дніпропетровської області. Населення за переписом 2001 року складало 25 осіб. Входить до складу Верхньодніпровської міської громади.

## Географія
Село Новоселівка знаходиться на березі річки Домоткань, нижче за течією примикає село Зуботрясівка. Річка в цьому місці пересихає.
Відстань до центру громади становить понад 30 км і проходить автошляхом місцевого значення.

## Населення

### Мова
Розподіл населення за рідною мовою за даними перепису 2001 року:
| Мова       | Відсоток |
| ---------- | -------- |
| українська | 100 %    |